# Google Wifi

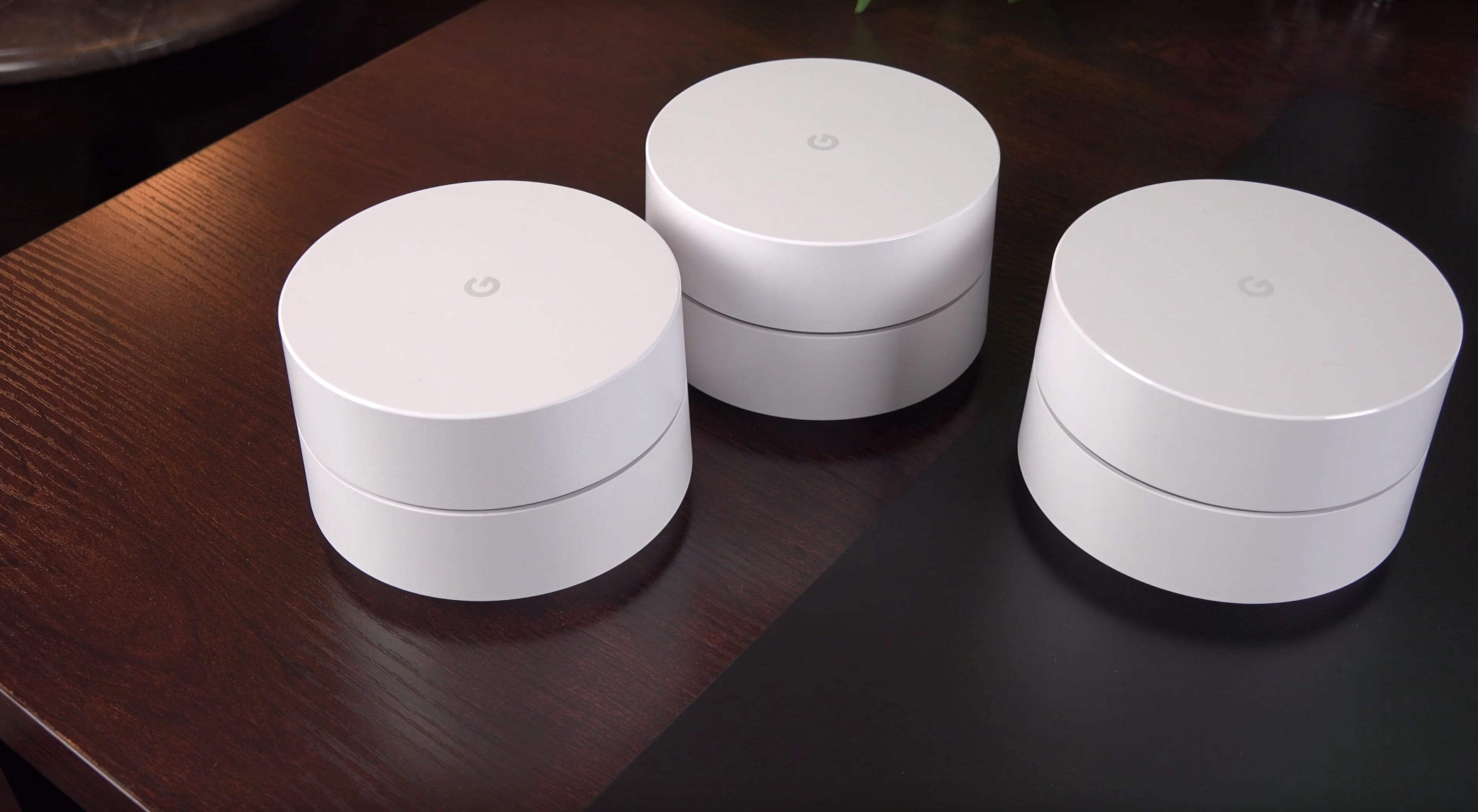
Google WiFi

I Google WiFi sono dei router prodotti e commercializzati da Google, centro di una smart home, che si connettevano al telefono tramite l'app Google Home.
Erano venduti singolarmente (solo router) o a pacchetti da 2 o 3 (router + repeater mesh). Sono stati sostituiti dal nuovo modello Nest WiFi.
La loro tecnologia è compatibile con mesh con una copertura di circa 85 m² per ogni router e punto d'accesso.

## Specifiche tecniche
Anche se molto ridotti nelle dimensioni, dispongono anche di 2 porte Gigabit Ethernet oltre alla USB-C per l'alimentazione.
Dispone di 4 GB di memoria eMMC flash (destinata al firmware e alle preferenze di sistema), 512 MB di RAM e un processore ARM quad-core da 710 MHz per ogni core.
Gli aggiornamenti software erano distribuiti ed installati automaticamente via OTA.

## Connessioni
Le frequenze emesse dai Google WiFi sono le 802.11a/b/g/n/ac con supporto dual band simultaneo e mesh. Dispongono inoltre di Beamforming e Bluetooth.
Il collegamento tramite cavo Ethernet raggiunge un massimo di 1 Gbps.